# 24-Stunden-Rennen von Le Mans 2015

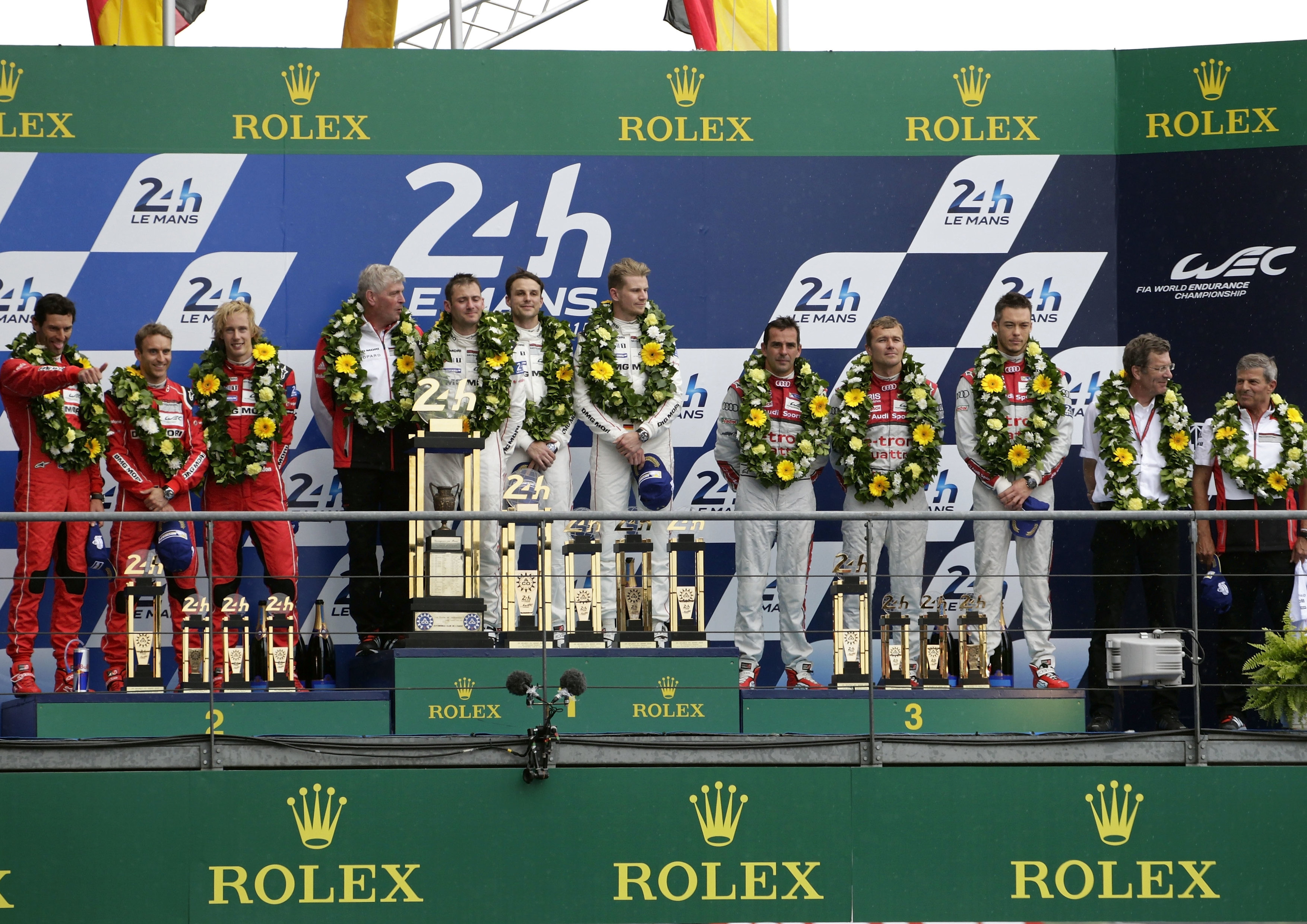
Siegerpodest der ersten Drei der Gesamtwertung. Neben den Fahrern am Podest (von links): Porsche-Entwicklungsschef Wolfgang Hatz, der technische Direktor von Joest Racing Ralf Jüttner und Porsche-Projektleiter Fritz Enzinger

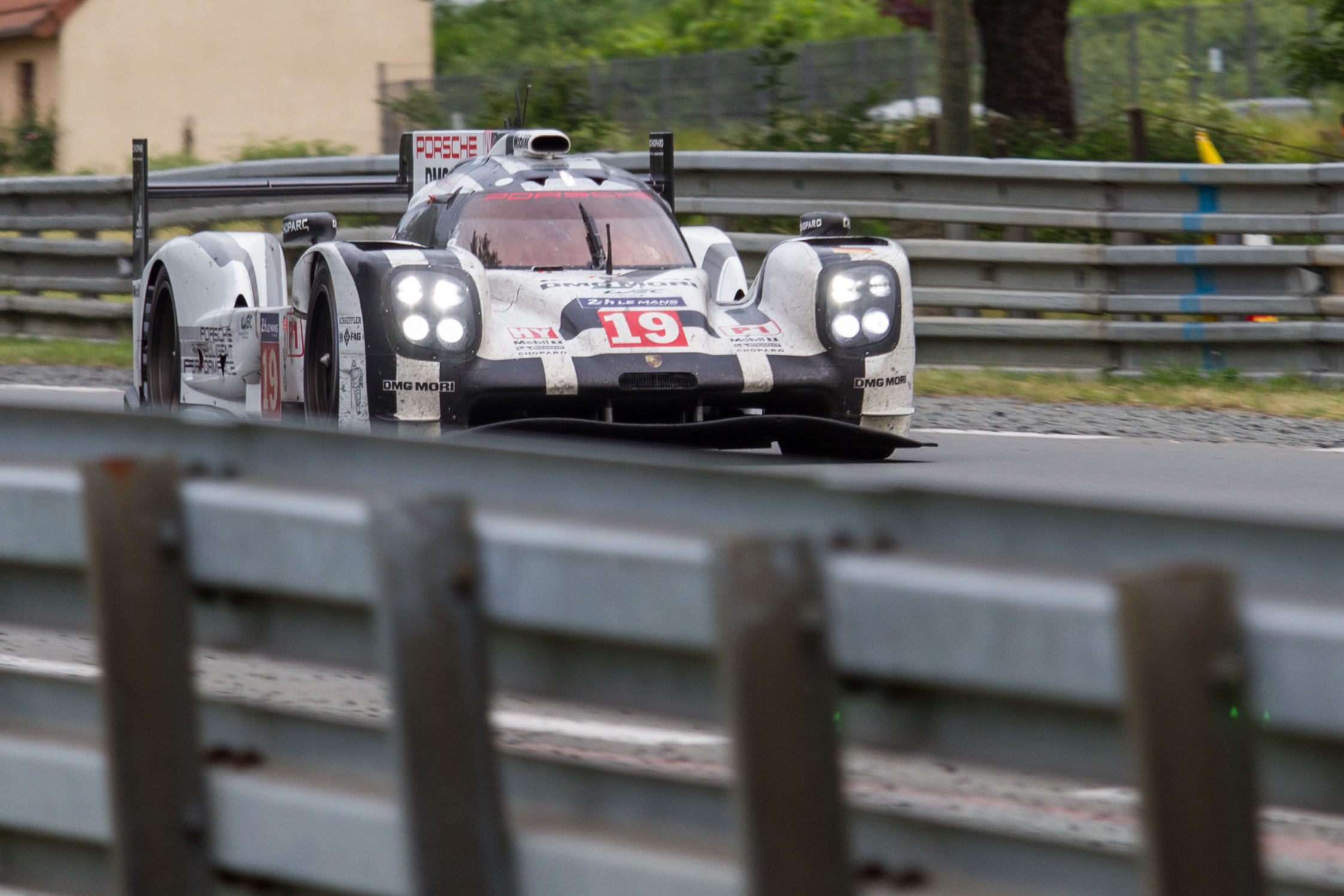
Der siegreiche Porsche 919 Hybrid auf der Hunaudières

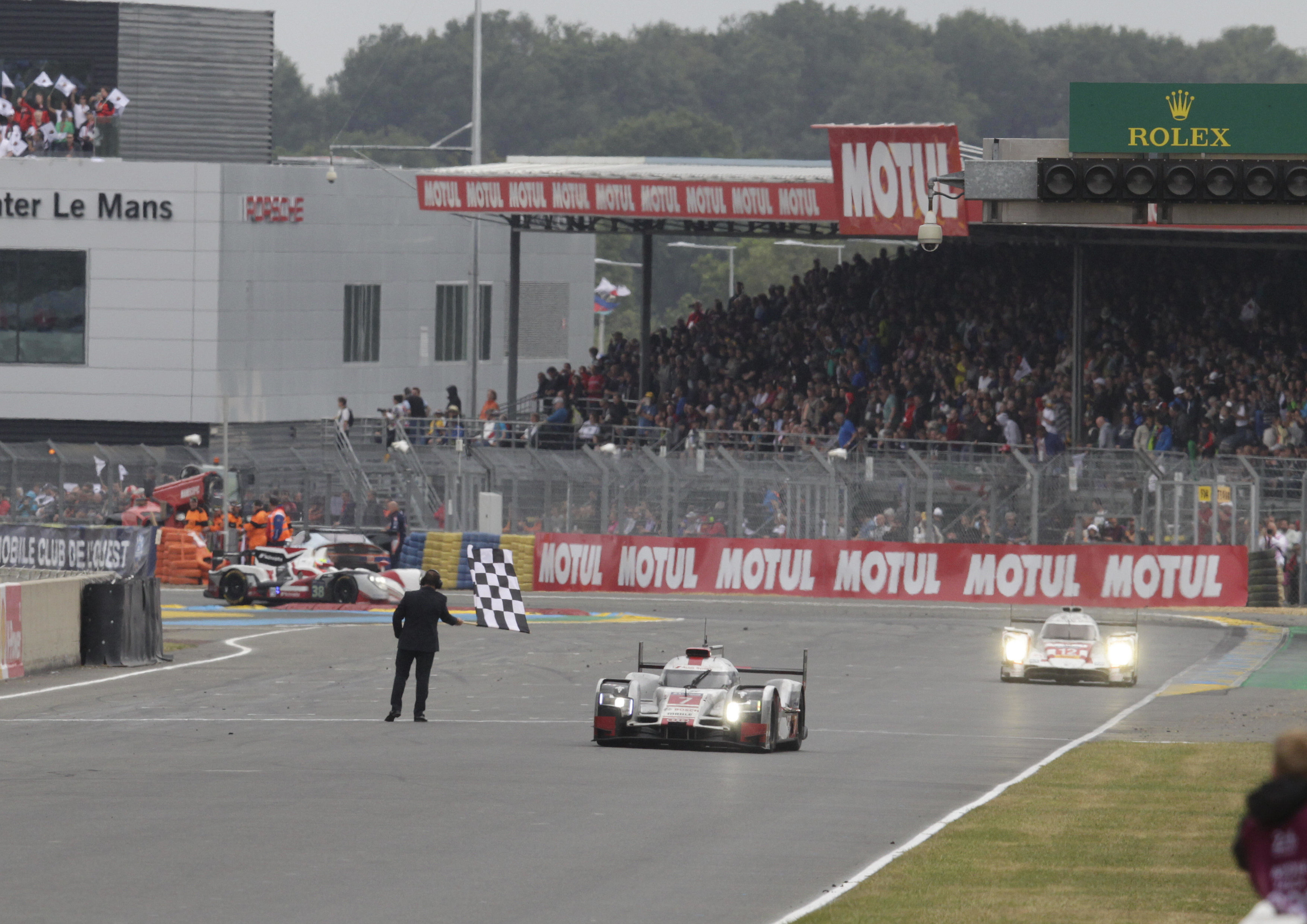
Die Zielankunft des Audi R18 E-Tron Quattro RP5 von André Lotterer, Marcel Fässler und Benoît Tréluyer. Dahinter der Rebellion R-One von Nicolas Prost, Nick Heidfeld und Mathias Beche

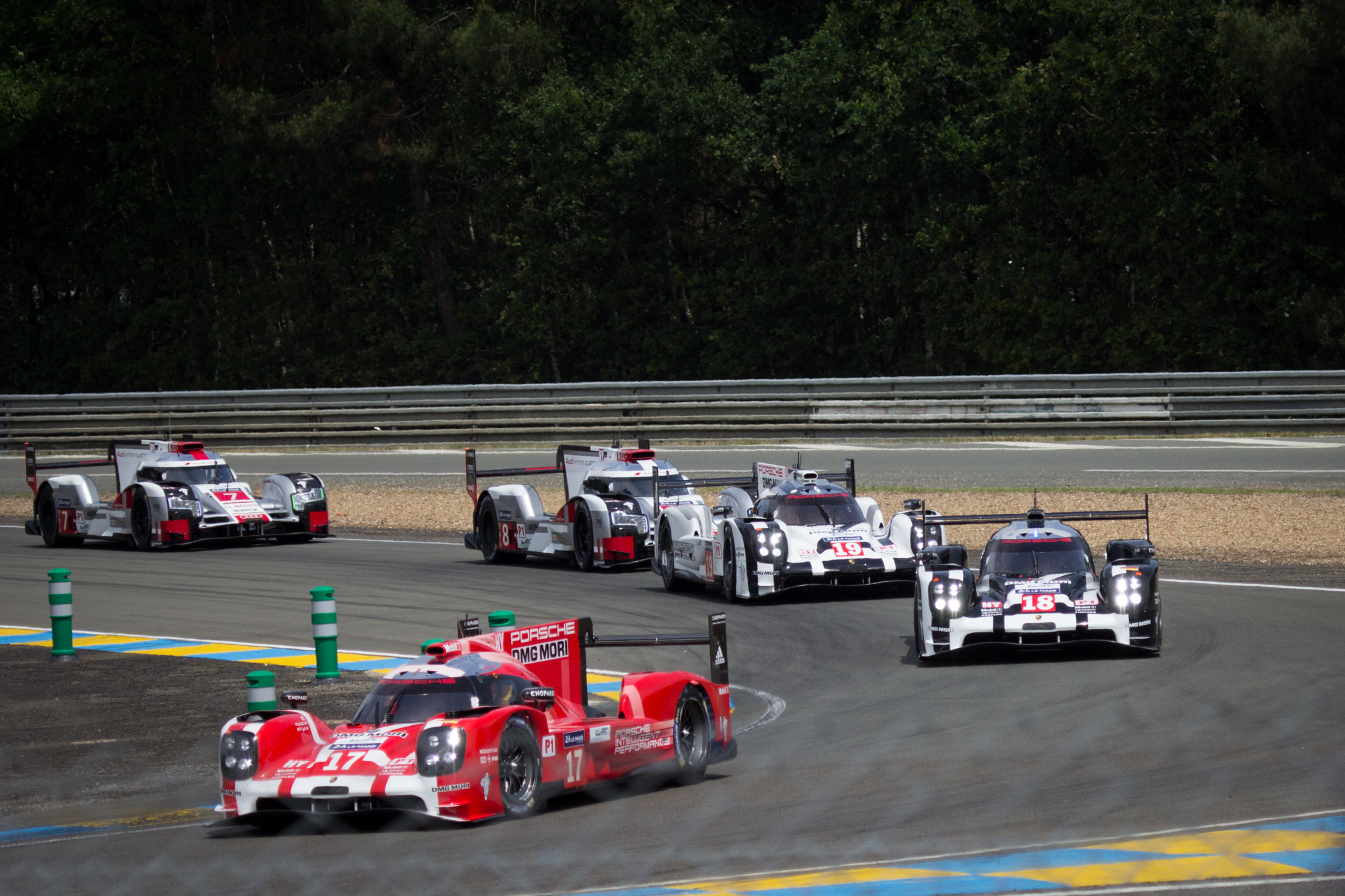
Die Spitze des Feldes in der ersten Runde in der Mulsanne, in Führung Timo Bernhard im Porsche 919 Hybrid vor seinen Teamkollegen Neel Jani und Nico Hülkenberg, dahinter die beiden Audi R18 E-Tron Quattro RP5 von Marco Bonanomi und André Lotterer

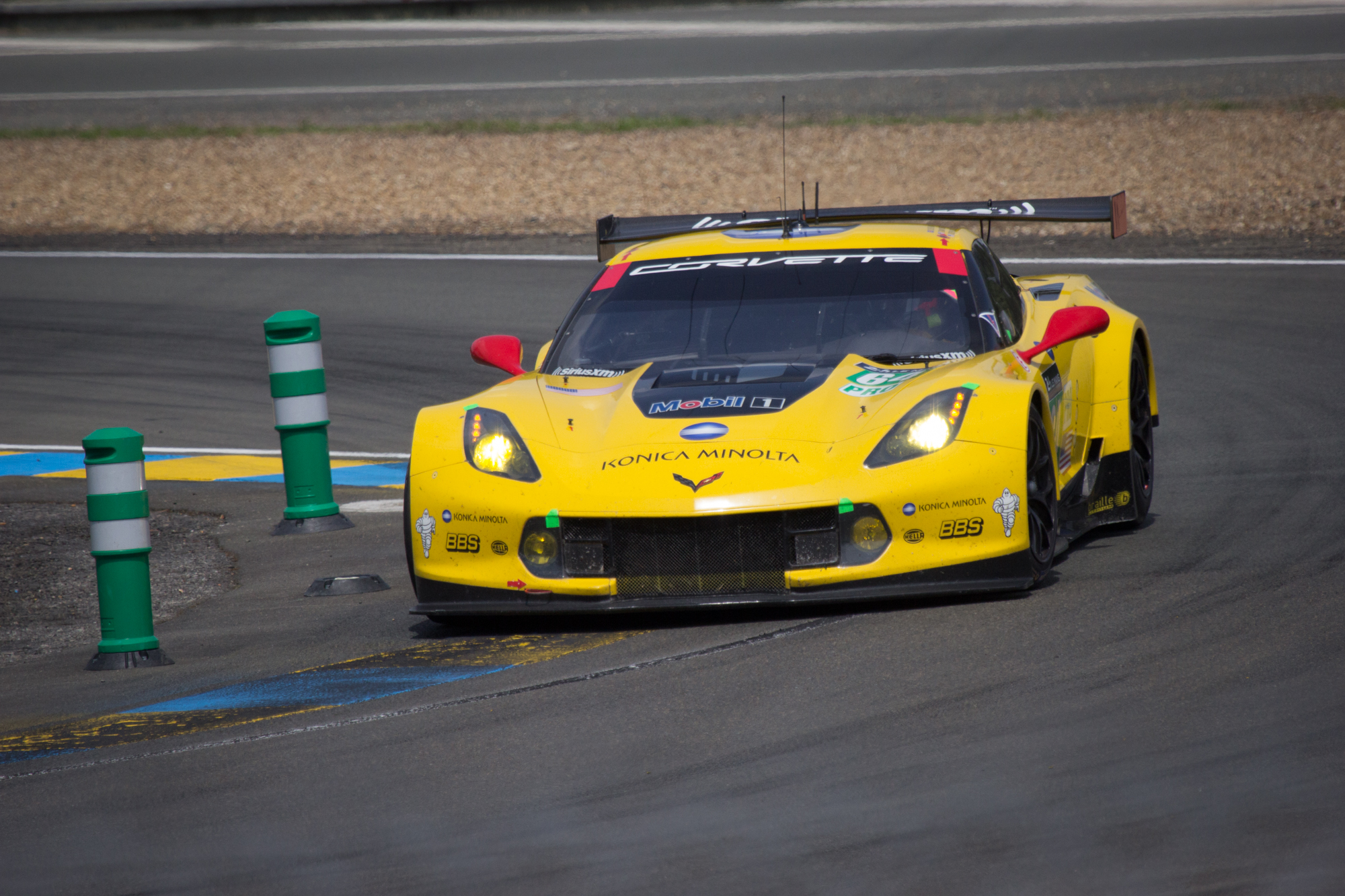
Der in der LMGTE-Pro-Klasse siegreiche Chevrolet Corvette C7.R von Oliver Gavin, Tommy Milner und Jordan Taylor

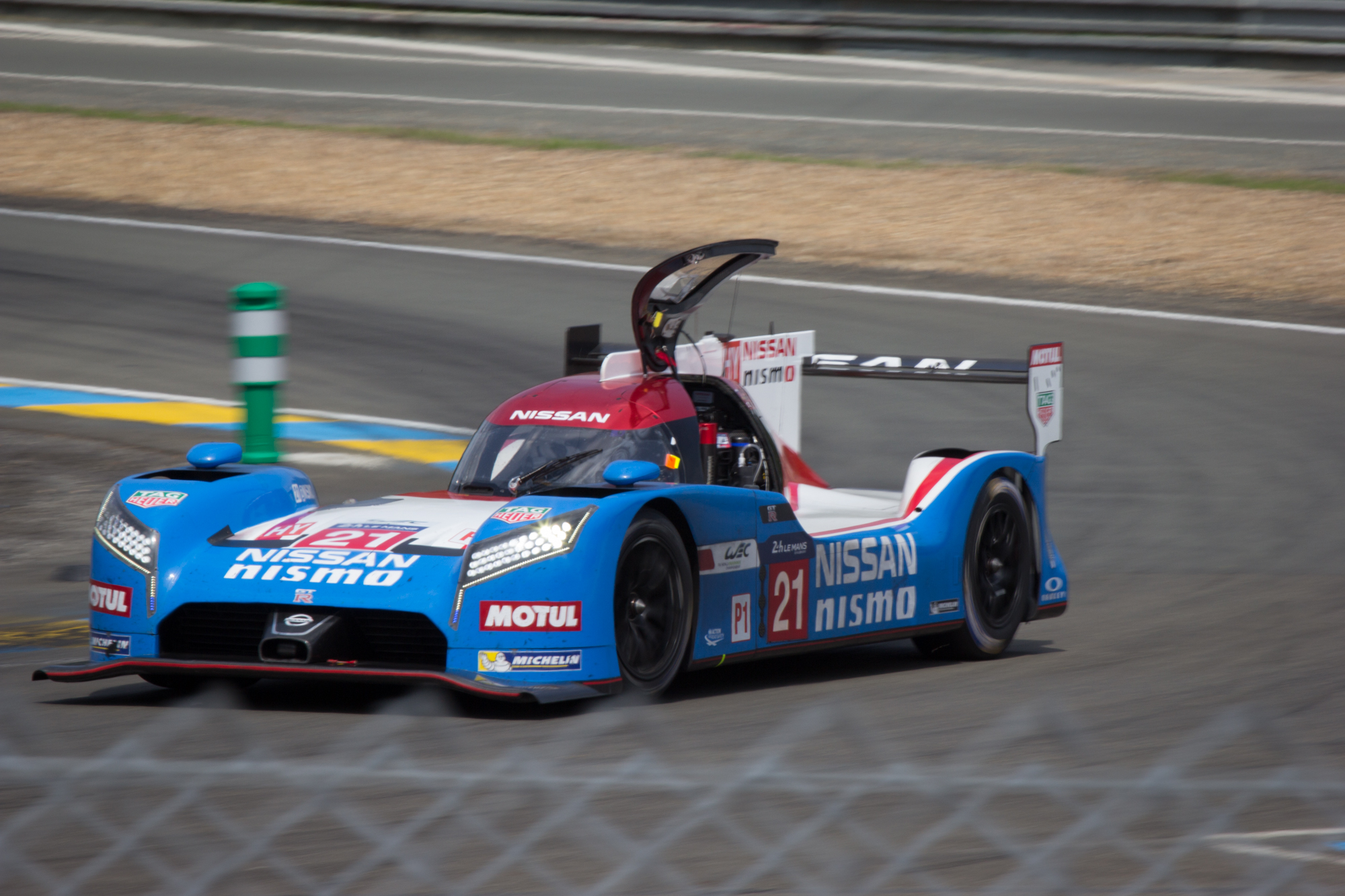
Der Nissan GT-R LM Nismo, am Steuer Lucas Ordoñez, mit der Startnummer 21 und aufgesprungener Fahrertür in der Anfangsphase des Rennens. Bei einem folgenden Boxenstopp konnte die Tür wieder geschlossen werden

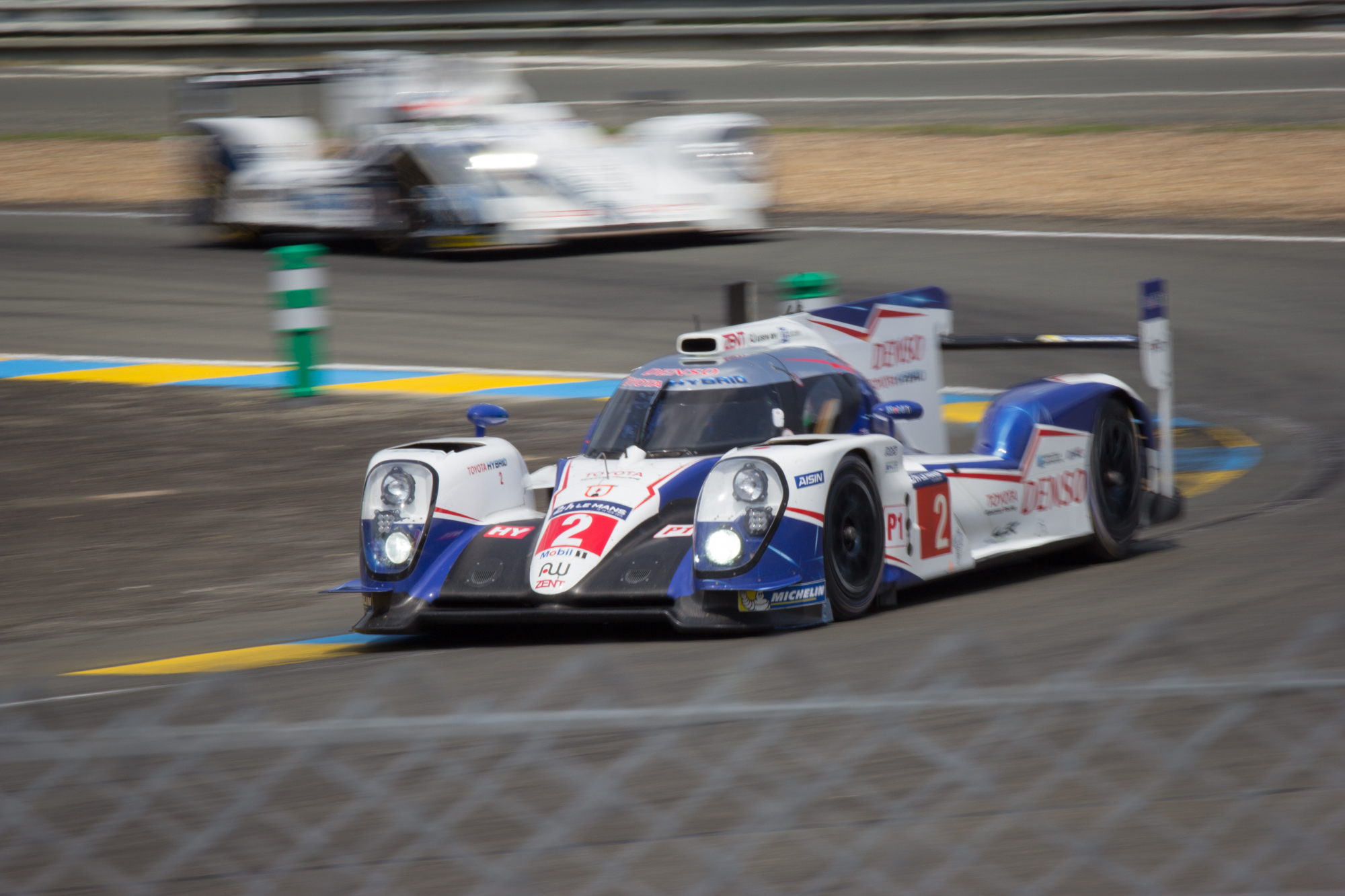
Die Toyota TS040 – hier der Wagen mit der Nummer 2 von Alexander Wurz, Stéphane Sarrazin und Mike Conway – waren diesmal der Konkurrenz im Rennen um den Gesamtsieg unterlegen

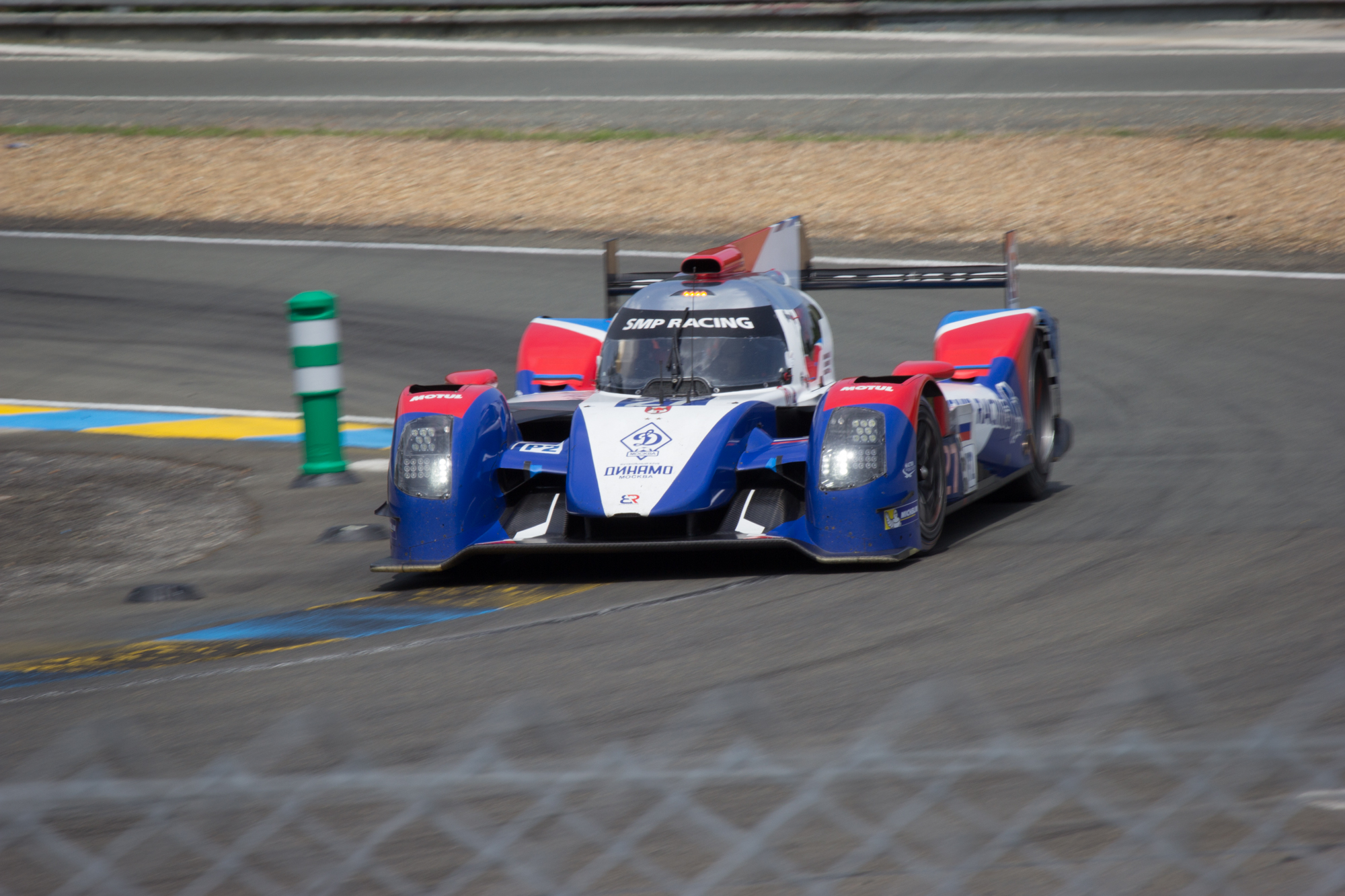
Der SMP-Racing-BR Engineering BR1 von Maurizio Mediani, David Markozov und Nicolas Minassian; 14. im Gesamtklassement und sechste in der LMP2-Klasse

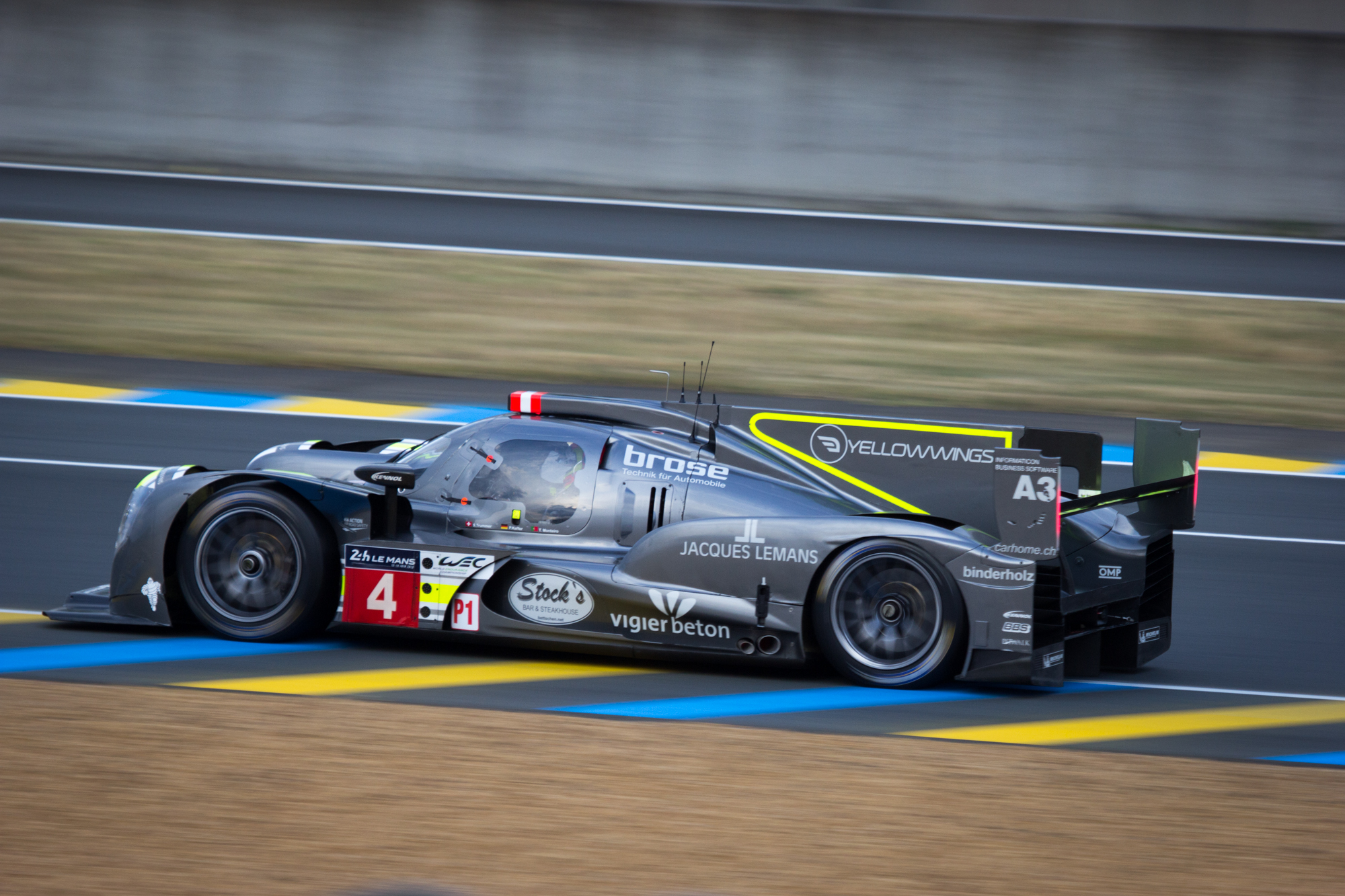
Der disqualifizierte CLM P1/01 vom Team ByKolles

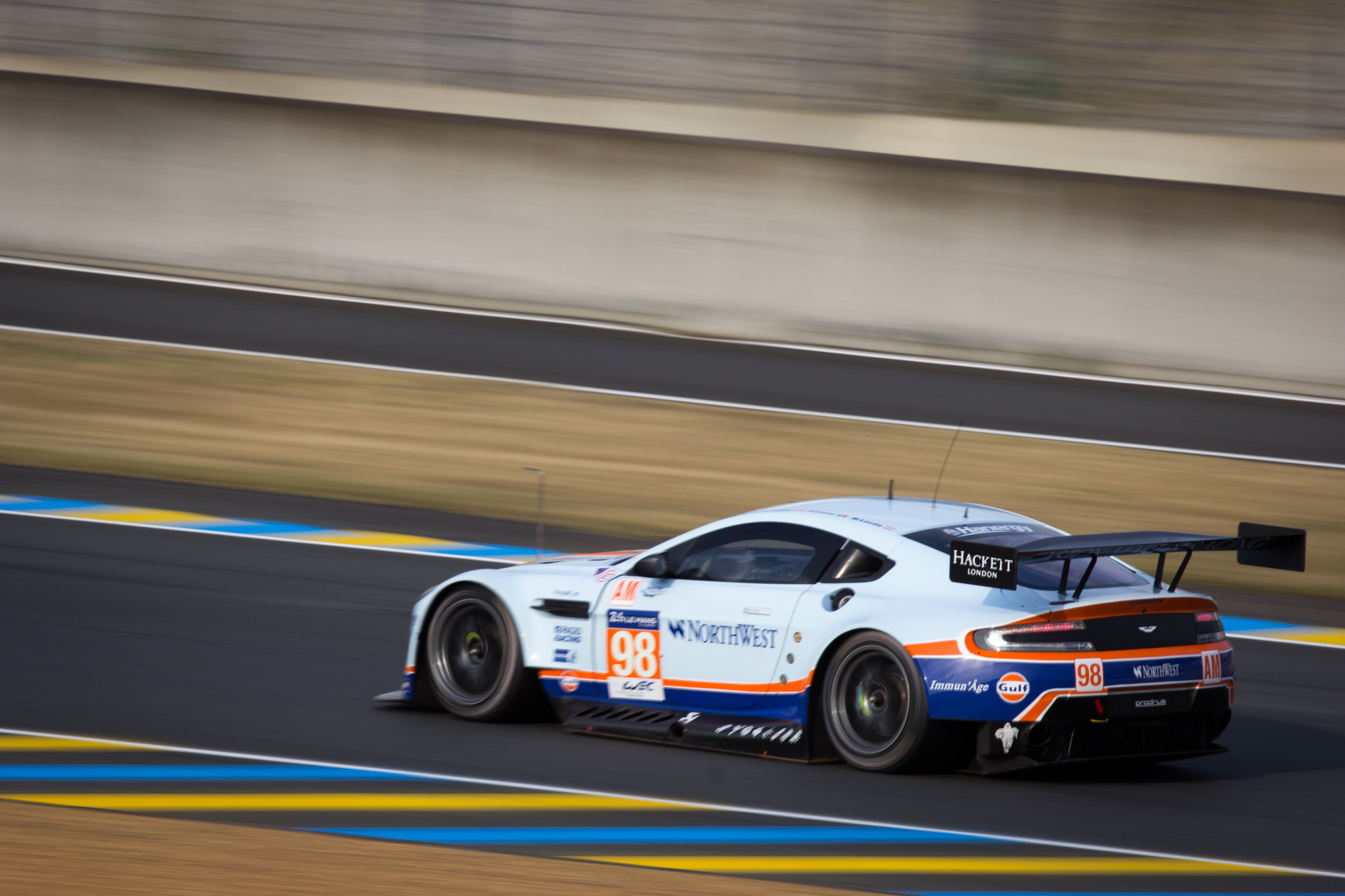
Aston Martin Vantage GTE mit der Nummer 98; Paul Dalla Lana verunfallte mit dem Wagen eine Stunde vor Rennschluss und verlor dadurch den möglichen Sieg in der GTE-Am-Klasse

Das 83.  24-Stunden-Rennen von Le Mans, der 83e Grand Prix d’Endurance les 24 Heures du Mans, auch World Championship, Rd3, Circuit de la Sarthe, Le Mans, France, fand vom 13. bis 14. Juni 2015 auf dem Circuit des 24 Heures statt.

## Vor dem Rennen
Am 15. Dezember 2014 gab der Automobile Club de l’Ouest die ersten zehn Einladungen für die 56 zu vergebenden Startplätze bekannt. Zu den Eingeladenen gehören die Gesamt- und Klassensieger des Rennens aus dem Vorjahr, die Gesamt- und Klassensieger in der Gesamtwertung der European Le Mans Series, der Asian Le Mans Series sowie der United SportsCar Championship. Am 26. Dezember 2014 wurde der vorläufige Zeitplan für die Veranstaltung bekanntgegeben.
Die ersten beiden Rennen der Saison 2015 in der FIA-Langstrecken-Weltmeisterschaft zeigten ein verändertes Bild beim Kräfteverhältnis, vor allem in der LMP1-Klasse. Dominierte 2014 noch Toyota mit dem TS040 Hybrid das Renngeschehen, änderte sich dies 2015 zu Gunsten von Porsche und Audi. Sowohl das Rennen in Silverstone als auch das Langstreckenrennen in Spa-Francorchamps gewann Audi. Beide Male blieben André Lotterer, Benoît Tréluyer und Marcel Fässler siegreich.
Laut Reglement waren die LMP1-Werksteams verpflichtet, mit Hybrid-Fahrzeugen anzutreten. Toyota trat mit einer weiterentwickelten Version des TS040 Hybrid an. Sowohl Porsche (mit dem 919 Hybrid), als auch Audi (mit dem Audi R18 E-Tron Quattro RP5) bauten ganz neue Autos. Als vierter Hersteller kam Nissan mit dem Nissan GT-R LM Nismo hinzu. Bei diesem Auto wurde ein völlig anderes Konzept verfolgt als bei den LMP1-Werkskonkurrenten: Der Motor des Wagens saß nicht hinter, sondern vor dem Fahrer (Front-Mittelmotor) und trieb die Vorderräder an, während der Elektromotor die Hinterräder antreiben sollte. Aufgrund vieler Probleme fuhr Nissan das Rennen ohne Elektromotor. Die ersten beiden Rennen der FIA-Langstrecken-Weltmeisterschaft mussten sie gar auslassen; das Fahrzeug gab somit in Le Mans sein Renndebüt.

## Testtag
Die Rennveranstaltung begann am 31. Mai mit dem Testtag. Dieser erste Trainingstag wurde bis 1994 abgehalten, um Teams und Fahrern einen ersten Einsatz auf der Strecke zum Rennen des jeweiligen Jahres zu ermöglichen. Danach wurde aus mehreren Gründen auf diese Trainingszeiten verzichtet. 1994 beteiligten sich nur 35 Rennmannschaften am Testtag – Schnellster war damals Lionel Robert auf einem Courage C32LM –, und dafür wollte der Veranstalter die öffentlichen Straßenteile nicht mehr für weitere zwei Tage für den Verkehr sperren. Betroffen von der Sperre bei Training und Rennen war vor allem die Ligne Droite des Hunaudières (engl.: Mulsanne Straight), ein Teil der Route départementale D338 (1973–2006 Route nationale N138 / 1824–1973 N158). Diese Straße verbindet die beiden Städte Le Mans und Tours. Durch die Sperren war der tägliche Schwerlastverkehr gezwungen, größere Umwege in Kauf zu nehmen, und die Zufahrten zu einigen Unternehmen wurde erschwert. Mit der Eröffnung eines neuen Autobahnteilstückes der Autoroute A28 verlagerte sich ein Großteil des Alltagsverkehrs auf die Autobahn und entlastete die alte Bundesstraße. Mit der Einführung der FIA-Langstrecken-Weltmeisterschaft 2012 wurde auch der Testtag reaktiviert.
Am Test nahmen alle 56 Meldungen sowie vier Rennwagen der Reserveliste teil. Der zweite KCMG-Oreca 05 (#49) (Piloten: Tomonobu Fujii, Satoshi Hoshino und Christian Klien), der zweite Ibañez-Oreca 03 (#44) (Piloten: Yutaka Yamagishi, Pierre Perret, Stéphane Raffin und José Ibañez), der Gulf Racing-Porsche 911 RSR (#86) (Piloten: Mike Wainwright, Adam Carroll und Phil Keen) sowie der Formula Rating-Ferrari 458 Italia GT2 (#60) (Piloten: Johnny Laursen, Mikkel Mac und Andrea Rizzoli). Dazu kamen zwei zusätzliche AF-Corse-Ferrari 458 Italia GT2 als Ersatzwagen des Teams und zwei LMP3-Ginettas. Die beiden LMP3-Wagen wurden in erster Linie von den Nissan Motorsports-Piloten genutzt, die noch keine Streckenkenntnis hatten.
Die beiden Vier-Stunden-Sitzungen fanden unter gemischten Wetterbedingungen statt. Teilweise regnete es heftig. Neel Jani fuhr in der ersten Sitzung mit einer Zeit von 3:21,945 Minuten zuerst die schnellste Zeit, die wenig später von seinem Porsche-Teamkollegen Brendon Hartley auf 3:21,061 Minuten verbessert wurde. Die beste Audi-Zeit erzielte Marco Bonanomi mit 3:22,307 Minuten. Schon bei den Vortests zeigte sich, dass Toyota das Tempo der Konkurrenz von Porsche und Audi nicht mitfahren konnte. Für den TS040 Hybrid waren nur Zeiten knapp über 3:25 Minuten möglich. Der Nachmittag war von starken Regenfällen gezeichnet, sodass keine aussagekräftigen Zeiten mehr möglich waren.

## Training
Das erste der drei Qualifikationstrainings fand am 10. Juni bei guten äußeren Bedingungen statt. In den ersten fliegenden Runden sorgten die drei Porsche 919 Hybrid in der LMP1-Klasse für die schnellsten Trainingszeiten des gesamten Wochenendes. Timo Bernhard fuhr zunächst in 3:17,767 Minuten Bestzeit, die kurz darauf von Neel Jani mit 3:16,887 Minuten unterboten wurde und die letztendlich die Pole-Position-Zeit blieb. Diese Zeit entsprach einer Durchschnittsgeschwindigkeit von 249,200 km/h. Damit war er mehr als drei Sekunden schneller als Stéphane Sarrazin 2010 im Peugeot 908 HDi FAP. Sarrazin fuhr damals eine Zeit 3:19,711 Minuten, was einem Schnitt von 245,677 km/h entsprach. Allerdings war 2010 Loïc Duval im Rennen – ebenfalls auf einem Peugeot 908 Hdi FAP – bei seiner schnellsten Rennrunde noch um sieben Zehntelsekunden schneller. Seit dem Einbau der beiden Schikanen auf der Hunaudières 1990 war kein Fahrer in Le Mans schneller eine Runde gefahren als Jani 2015. Trotz der beiden Schikanen lag die bisher höchste Durchschnittsgeschwindigkeit in Le Mans somit in Reichweite. Auf die 1985 von Hans-Joachim Stuck auf einem Porsche 962 erzielten 251,815 km/h fehlten nur 2,5 km/h.
Hinter den Porsche-Prototypen folgte die drei Audis, angeführt von Loïc Duval und mit fast drei Sekunden Rückstand auf die Pole-Position. Stéphane Sarrazin im Toyota TS040 Hybrid war noch weitere zwei Sekunden hinter dem schnellsten Porsche zurück. Keine Rolle spielte Nissan, die schnellste Zeit lag mit 3:38,468 Minuten mehr als zwanzig Sekunden hinter der Pole-Position-Zeit. Überraschend schnell war der von Rebellion Racing eingesetzte R-One mit der Nummer 12, der ohne Hybrid-Technologie nur drei Sekunden hinter den Toyotas lag.
Die schnellste LMP2-Rundenzeit wurde ebenfalls früh in der Sitzung erzielt. Richard Bradley fuhr im KCMG-Oreca 05 eine Zeit von 3:38,032 Minuten und hatte einen Vorsprung von einer Sekunde auf die folgende Konkurrenz. Aston Martin beherrschte die GTE-Klassen und lag sowohl in der PRO- wie auch in der AM-Kategorie an erster Stelle. Bei den Profis fuhr Richie Stanaway Bestzeit mit 3:54,928 Minuten. Bei den Amateuren sorgte der von Windpocken geplagte Pedro Lamy für die Topzeit. Mit 3:55,102 Minuten war er nur unwesentlich langsamer als Teamkollege Stanaway.
Die Wettervorhersagen für Donnerstag sagten schlechtes Wetter voraus, der angekündigte Regen blieb aber aus. Rasch stellte sich jedoch heraus, dass große Zeitenverbesserungen kaum mehr möglich waren, sodass fast alle Teams ausschließlich an der Rennabstimmung arbeiteten.

## Rennverlauf
Um 15 Uhr Ortszeit wurde das Rennen mit dem fliegenden Start der 55 Fahrzeuge gestartet. Der Nissan GT-R LM Nismo mit der Startnummer 23, bei dem Jann Mardenborough den Start-Turn fahren sollte, stand mit einem technischen Problem an der Kupplung noch an der Box, daher überquerten nur 54 Wagen die Startlinie. Schon nach wenigen Kurven kam es zum ersten Führungswechsel, als Timo Bernhard im Porsche mit der Nummer 17 auf der Hunaudières an seinem Teamkollegen Jani vorbeiging. Bevor die zweite Runde zu Ende ging, fiel Nico Hülkenberg im dritten Porsche hinter alle drei Audis an die sechste Stelle zurück. Nach dem Rennen erklärte er, dass er am Anfang des Rennens Zeit brauchte, um in den Rhythmus zu kommen, und die heftig attackierenden Audi-Piloten ziehen lassen musste.
Den ersten Ausfall im Rennen gab es nach knapp einer Rennstunde und hatte die erste Safety-Car-Phase zur Folge. Der Manthey-Porsche 911 RSR, der zu diesem Zeitpunkt von Patrick Pilet gefahren wurde, verlor in Folge eines Defekts am Antriebsstrang bei der Anfahrt zur ersten Hunaudières-Schikane Öl. Auf dem ausgelaufenen Öl kollidierte Alexandre Imperatori im Rebellion R-One mit dem Strakka-Dome S103 von Johnny Kane. Während Imperatori und Kane zu Reparaturen an die Box fahren konnten, fing der Porsche Feuer und schied somit aus. Das Safety Car wurde auf die Strecke geschickt, damit Streckenposten Ölbindemittel aufbringen konnten. Nach dem Neustart ging André Lotterer im Audi mit der Nummer 7 kurz hintereinander an beiden vor ihm liegenden Porsche vorbei in Führung. Lotterer verlor die Führung nach der dritten Serie der Boxenstopps. Während bei allen drei Hybrid-Porsche nach dem dritten Stint sowohl die Fahrer wechselten als auch jeweils ein neuer Reifensatz aufgezogen wurde, tankten die Audis nur nach. Nach nur einer Runde musste Lotterer wegen eines sich ankündigenden Reifenschadens erneut die Box ansteuern. Daraufhin wurden auch beim Audi mit der Nummer 7 Fahrer und Reifen gewechselt und das Fahrzeug fiel an die sechste Stelle der Gesamtwertung zurück.
Während in der LMP2-Klasse die beiden Oreca 05 von Richard Bradley und Tristan Gommendy an der Spitze fuhren, gab es in den GTE-Klassen ein enges Rennen zwischen den fast gleich schnellen Wagen von Aston Martin, Ferrari, Porsche und Chevrolet.
Die zweite Safety-Car-Phase wurde von Loïc Duval ausgelöst. Bei der Anfahrt zur Indianapolis lief der Audi-Pilot auf eine Gruppe langsamer Fahrzeuge auf, die wegen geschwenkter gelber Flaggen ihr Tempo stark gedrosselt hatten. Duval traf mit hoher Geschwindigkeit auf die Gruppe und versuchte rechts auf den Grasstreifen auszuweichen. Dabei verlor er die Kontrolle über den Wagen und prallte links in die Leitplanke. Der Wagen wurde beim Einschlag nur leicht beschädigt und konnte nach der Rückkehr von Duval zur Box innerhalb von vier Minuten repariert werden, fiel aber an die achte Stelle der Gesamtwertung zurück. Die drei Safety Cars mussten auf die Strecke geholt werden, da die beschädigte Leitschiene ersetzt werden musste.
Mehrere Autos hatten Probleme während der zweiten Safety-Car-Phase. Nicki Thiim, der mit dem Aston Martin mit der Nummer 95 in der LMGTE Pro in Führung lag, kam mit einem undichten Servolenkungs-System an Box und verlor die Führung. Der Proton-Porsche mit der Nummer 88 fiel durch einen Motorbrand aus. Nachdem die Safety-Cars zurück an ihre Ausgangspunkte geholt worden waren, ging der Kampf in den GT-Klassen unvermindert weiter. An der Spitze übernahm Brendon Hartley im Porsche die Führung, während Filipe Albuquerque im Audi mit der Nummer 9 in einer Zeit von 3:17.647 Minuten einen neuen Rundenrekord aufstellte. In der Abenddämmerung verbremste sich Romain Dumas im Porsche mit der Nummer 18 vor der Mulsanne und prallte gegen einen Reifenstapel. Die dabei beschädigte Frontpartie konnte rasch getauscht werden, aber das Auto fiel auf den fünften Platz zurück.
Die dritte Safety-Car-Phase löste Paul-Loup Chatin aus, der im Alpine A450b verunfallte. Als das Rennen wieder aufgenommen wurde, ging Nico Hülkenberg in Führung. Begünstigt wurde dies durch eine Stop-and-Go-Strafe von einer Minute, die der Führende Mark Webber antreten musste, da Teamkollege Hartley unter Gelber Flagge überholt hatte. Alle drei Nissans hatten beständige technische Probleme, wobei der Erste noch vor Halbzeit ausfiel.
In der Nacht fuhren die Porsche beständig schnellere Rundenzeiten als die Audis und zwei Wagen, die Nummern 19 und 17, konnten sich absetzen. Für Toyota war in dieser Phase das Rennen schon entschieden. Beide TS040 hatten schon zwei Runden Rückstand und konnten aus eigener Kraft nicht mehr gewinnen. Eine Vorentscheidung fiel am Sonntag Vormittag, als alle drei Audis Probleme bekamen. Der schnellste Wagen, die Nummer 7, verlor sieben Minuten an der Box, weil ein Teil der Heckpartie ersetzt werden musste.
Porsche feierte einen Doppelsieg. Der Gesamtsieg ging an Nick Tandy und die beiden Le-Mans-Debütanten Nico Hülkenberg und Earl Bamber. Damit gewann der dritte Porsche-Werkswagen das Rennen; jenes Fahrzeug, das nicht regelmäßig an der Weltmeisterschaft teilnahm, sondern nach dem Einsatz in Spa nur für Le Mans vorbereitet wurde.

## Klassensiege
In der LMP2-Klasse triumphierte KCMG mit den Fahrern Richard Bradley, Matthew Howson und Nicolas Lapierre. Der Oreca 05 des chinesischen KCMG-Teams wurde von Technikern und Mechanikern der Oreca-Mannschaft betreut und lief technisch nicht völlig problemlos. Der Wagen lag dennoch die meiste Zeit des Rennens in der Klasse in Führung (einmal verbremste sich Lapierre in der Indianapolis-Kurve, verlor dabei aber nur unwesentlich Zeit) und belegte in der Gesamtwertung den neunten Rang.
In der GTE-Pro-Klasse fiel die Entscheidung nach Ausfällen der schnellsten Aston Martin durch einen Getriebeschaden am langenden führenden AF-Corse-Ferrari von Gianmaria Bruni, Giancarlo Fisichella und Toni Vilander, der das Fahrzeug weit zurückwarf, zugunsten der einzigen ins Rennen gegangenen Werks-Corvette von Oliver Gavin, Tommy Milner und Jordan Taylor (Rang 17 in der Gesamtwertung).
Besonders dramatisch war die Entscheidung der GTE-Am-Klasse. Knapp eine Stunde vor Rennschluss verunfallte Wagenbesitzer Paul Dalla Lana im Aston Martin in der Ford-Schikane vor Start und Ziel so heftig, dass er das Rennen aufgeben musste. Ein sicher scheinender Klassensieg ging dadurch verloren. Profitieren von diesem Unfall konnten Victor Shaitar, Aleksey Basov und Andrea Bertolini, die dadurch im Ferrari Italia zu einem Klassensieg kamen (Rang 20 in der Gesamtwertung).

## Der Tod von Gustav Büsing
Wie in den Jahren davor kommentierte Gustav Büsing, Journalist und langjähriger Le-Mans-Teamleiter von Eurosport, 2015 zusammen mit Kollegen und den beiden ehemaligen Rennfahrern Frank Biela und Ralf Kelleners das Rennen. Büsing hatte die Startphase kommentiert und war auch am frühen Abend als Kommentator aktiv. Vor einem weiteren Einsatz in den frühen Morgenstunden entschuldigte er sich mit der Erklärung, er fühle sich nicht wohl. Der daraufhin herbeigerufene Audi-Teamarzt stellte einen akuten Herzinfarkt fest und organisierte den sofortigen Transport in ein Krankenhaus. Nach einer prompt durchgeführten Operation verschlechterte sich Büsings Zustand und er wurde in ein künstliches Koma versetzt. Wenige Tage später wurde er in eine Pariser Klinik verlegt, wo er am 29. Juni an einem Folgeinfarkt starb.

## Einladungen

### Startliste
Am 5. Februar 2015 veröffentlichte der ACO eine erste vorläufige Startliste mit 56 Teilnehmern plus sieben Reserveteams.
| LMP1     |                           |                             |   |                      |                       |                          |
| 1        | Toyota Racing             | Toyota TS040 Hybrid         | M | Sébastien Buemi      | Anthony Davidson      | Kazuki Nakajima          |
| 2        | Toyota Racing             | Toyota TS040 Hybrid         | M | Alexander Wurz       | Stéphane Sarrazin     | Mike Conway              |
| 4        | Team ByKolles             | CLM P1/01                   | M | Simon Trummer        | Pierre Kaffer         | Tiago Monteiro           |
| 7        | Audi Sport Team Joest     | Audi R18 E-Tron Quattro RP5 | M | André Lotterer       | Benoît Tréluyer       | Marcel Fässler           |
| 8        | Audi Sport Team Joest     | Audi R18 E-Tron Quattro RP5 | M | Oliver Jarvis        | Lucas di Grassi       | Loïc Duval               |
| 9        | Audi Sport Team Joest     | Audi R18 E-Tron Quattro RP5 | M | Marco Bonanomi       | Filipe Albuquerque    | René Rast                |
| 12       | Rebellion Racing          | Rebellion R-One             | M | Nicolas Prost        | Mathias Beche         | Nick Heidfeld            |
| 13       | Rebellion Racing          | Rebellion R-One             | M | Alexandre Imperatori | Dominik Kraihamer     | Daniel Abt               |
| 17       | Porsche Team              | Porsche 919 Hybrid          | M | Timo Bernhard        | Mark Webber           | Brendon Hartley          |
| 18       | Porsche Team              | Porsche 919 Hybrid          | M | Romain Dumas         | Marc Lieb             | Neel Jani                |
| 19       | Porsche Team              | Porsche 919 Hybrid          | M | Nico Hülkenberg      | Earl Bamber           | Nick Tandy               |
| 21       | Nissan Motorsports        | Nissan GT-R LM Nismo        | M | Tsugio Matsuda       | Lucas Ordoñez         | Mark Schulschizki        |
| 22       | Nissan Motorsports        | Nissan GT-R LM Nismo        | M | Harry Tincknell      | Alex Buncombe         | Michael Krumm            |
| 23       | Nissan Motorsports        | Nissan GT-R LM Nismo        | M | Max Chilton          | Jann Mardenborough    | Olivier Pla              |
| LMP2     |                           |                             |   |                      |                       |                          |
| 26       | G-Drive Racing            | Ligier JS P2                | D | Roman Rusinov        | Julien Canal          | Sam Bird                 |
| 27       | SMP Racing                | BR Engineering BR01         | D | Maurizio Mediani     | David Markozov        | Nicolas Minassian        |
| 28       | G-Drive Racing            | Ligier JS P2                | D | Gustavo Yacamán      | Ricardo González      | Luís Felipe Derani       |
| 29       | Pegasus Racing            | Morgan LMP2                 | D | Léo Roussel          | David Cheng           | Ho-Pin Tung              |
| 30       | Extreme Speed Motorsports | Ligier JS P2                | D | Scott Sharp          | Ryan Dalziel          | David Heinemeier Hansson |
| 31       | Extreme Speed Motorsports | Ligier JS P2                | D | Ed Brown             | Johannes van Overbeek | Jon Fogarty              |
| 34       | OAK Racing                | Ligier JS P2                | D | Chris Cumming        | Kévin Estre           | Laurens Vanthoor         |
| 35       | OAK Racing                | Ligier JS P2                | D | Jacques Nicolet      | Jean-Marc Merlin      | Érik Maris               |
| 36       | Signatech Alpine          | Alpine A450b                | D | Nelson Panciatici    | Paul-Loup Chatin      | Vincent Capillaire       |
| 37       | SMP Racing                | BR Engineering BR1          | D | Mikhail Aleshin      | Anton Ladygin         | Kirill Ladygin           |
| 38       | Jota Sport                | Gibson 015S                 | D | Simon Dolan          | Mitch Evans           | Oliver Turvey            |
| 39       | Team SARD-Morand          | Morgan LMP2 Evo             | D | Christian Klien      | Kōki Saga             | Zoël Amberg              |
| 40       | Krohn Racing              | Ligier JS P2                | M | Tracy Krohn          | Niclas Jönsson        | João Barbosa             |
| 41       | Greaves Motorsport        | Gibson 015S                 | D | Gary Hirsch          | Jon Lancaster         | Gaëtan Paletou           |
| 42       | Strakka Racing            | Strakka-Dome S103           | M | Nick Leventis        | Danny Watts           | Jonny Kane               |
| 43       | Team SARD-Morand          | Morgan LMP2 Evo             | D | Oliver Webb          | Pierre Ragues         | Zoël Amberg              |
| 45       | Ibañez Racing             | Oreca 03R                   | D | José Ibañez          | Ivan Bellarosa        | Pierre Perret            |
| 46       | Thiriet by TDS Racing     | Oreca 05                    | D | Pierre Thiriet       | Ludovic Badey         | Tristan Gommendy         |
| 47       | KCMG                      | Oreca 05                    | D | Matthew Howson       | Richard Bradley       | Nicolas Lapierre         |
| 48       | Murphy Prototypes         | Oreca 03R                   | D | Karun Chandhok       | Nathanaël Berthon     | Mark Patterson           |
| LMGT-Pro |                           |                             |   |                      |                       |                          |
| 51       | AF Corse                  | Ferrari 458 Italia GT2      | M | Gianmaria Bruni      | Toni Vilander         | Giancarlo Fisichella     |
| 63       | Corvette Racing-GM        | Chevrolet Corvette C7.R     | M | Jan Magnussen        | Antonio García        | Ryan Briscoe             |
| 64       | Corvette Racing-GM        | Chevrolet Corvette C7.R     | M | Oliver Gavin         | Tommy Milner          | Jordan Taylor            |
| 71       | AF Corse                  | Ferrari 458 Italia GT2      | M | Davide Rigon         | James Calado          | Olivier Beretta          |
| 91       | Porsche Team Manthey      | Porsche 911 RSR             | M | Richard Lietz        | Michael Christensen   | Jörg Bergmeister         |
| 92       | Porsche Team Manthey      | Porsche 911 RSR             | M | Patrick Pilet        | Frédéric Makowiecki   | Wolf Henzler             |
| 95       | Aston Martin Racing       | Aston Martin Vantage GTE    | M | Nicki Thiim          | Christoffer Nygaard   | Marco Sørensen           |
| 97       | Aston Martin Racing       | Aston Martin Vantage GTE    | M | Darren Turner        | Stefan Mücke          | Rob Bell                 |
| 99       | Aston Martin Racing       | Aston Martin Vantage GTE    | M | Fernando Rees        | Alex MacDowall        | Richie Stanaway          |
| LMGT-Am  |                           |                             |   |                      |                       |                          |
| 50       | Larbre Compétition        | Chevrolet Corvette C7.R     | M | Gianluca Roda        | Paolo Ruberti         | Kristian Poulsen         |
| 53       | Riley Motorsports-TI Auto | SRT Viper GTS-R             | M | Jeroen Bleekemolen   | Ben Keating           | Marc Miller              |
| 55       | AF Corse                  | Ferrari 458 Italia GT2      | M | Duncan Cameron       | Matt Griffin          | Alex Mortimer            |
| 61       | AF Corse                  | Ferrari 458 Italia GT2      | M | Peter Ashley Mann    | Raffaele Gianmaria    | Matteo Cressoni          |
| 62       | Scuderia Corsa            | Ferrari 458 Italia GT2      | M | Bill Sweedler        | Townsend Bell         | Jeff Segal               |
| 66       | JMW Motorsport            | Ferrari 458 Italia GT2      | D | Kuba Giermaziak      | Abdulaziz Al Faisal   | Michael Avenatti         |
| 67       | Team AAI                  | Porsche 911 GT3 RSR         | M | Jun-San Chen         | Alex Kapadia          | Xavier Maassen           |
| 68       | Team AAI                  | Porsche 911 GT3 RSR         | M | Morris Chen          | Gilles Vannelet       | Mike Parisy              |
| 72       | SMP Racing                | Ferrari 458 Italia GT2      | M | Victor Shaitar       | Aleksey Basov         | Andrea Bertolini         |
| 77       | Dempsey-Proton Racing     | Porsche 911 RSR             | M | Patrick Dempsey      | Patrick Long          | Marco Seefried           |
| 83       | AF Corse                  | Ferrari 458 Italia GT2      | M | François Perrodo     | Emmanuel Collard      | Rui Águas                |
| 88       | Abu Dhabi-Proton Racing   | Porsche 911 RSR             | M | Christian Ried       | Klaus Bachler         | Khaled Al Qubaisi        |
| 96       | Aston Martin Racing       | Aston Martin Vantage GTE    | M | Roald Goethe         | Stuart Hall           | Francesco Castellacci    |
| 98       | Aston Martin Racing       | Aston Martin Vantage GTE    | M | Paul Dalla Lana      | Pedro Lamy            | Mathias Lauda            |

### Reservefahrzeuge
Wie in den Jahren davor veröffentlichte der ACO zeitgleich mit der ersten vorläufigen Startliste auch eine Liste der Reservefahrzeuge. Drei LMP- und vier GT-Teams wurden auf die Liste gesetzt und bekamen die Möglichkeit, jene Teams zu ersetzen, die aus den unterschiedlichsten Gründen am Rennen nicht teilnehmen konnten. Dabei durften die LMP-Reservisten nur Fahrzeuge der LMP1- und LMP2-Klasse ersetzen, so wie die GT-Reservisten nur GT-Fahrzeuge. Die Nachrückung erfolgt in der Reihenfolge der Nominierung.
| Klasse  | Nr. | Team                            | Fahrzeug               | Fahrer               | Fahrer         | Fahrer            | Fahrer          |
| ------- | --- | ------------------------------- | ---------------------- | -------------------- | -------------- | ----------------- | --------------- |
| LMP2    | 25  | Algarve Pro Racing              | Ligier JS P2           | Rudolf Munemann      |                |                   |                 |
| LMP2    | 44  | Ibañez Racing                   | Oreca 03               | Pierre Perret        |                |                   |                 |
| LMP2    | 49  | KCMG                            | Oreca 03               | Alexandre Imperatori | Tomonobu Fujii | Satoshi Hoshino   | Christian Klien |
| LMGT-AM | 53  | Riley Motorsports-TI Automotive | SRT Viper GTS-R        | Jeroen Bleekemolen   |                |                   |                 |
| LMGT-AM | 60  | Formula Racing                  | Ferrari 458 Italia GT2 | Johnny Laursen       | Mikkel Mac     | Christina Nielsen |                 |
| LMGT-AM | 65  | Proton Competition              | Porsche 911 RSR        | Wolf Henzler         |                |                   |                 |
| LMGT-AM | 86  | Gulf Racing UK                  | Porsche 911 RSR        | Mike Wainwright      | Adam Carroll   | Phil Keen         |                 |

## Trainingszeiten

### Qualifikation
| Pos. | Klasse    | Nr. | Team                      | Qualifikation 1 | Qualifikation 2 | Qualifikation 3 | Rückstand | Startplatz |
| ---- | --------- | --- | ------------------------- | --------------- | --------------- | --------------- | --------- | ---------- |
| 1    | LMP1      | 18  | Porsche Team              | 3:16,887        | 3:20,974        | 3:21,119        |           | 1          |
| 2    | LMP1      | 17  | Porsche Team              | 3:17,767        | 3:20,980        | 3:21,065        | + 0,880   | 2          |
| 3    | LMP1      | 19  | Porsche Team              | 3:19,297        | 3:18,862        | 3:22,097        | + 1,975   | 3          |
| 4    | LMP1      | 8   | Audi Sport Team Joest     | 3:19,866        | 3:21,681        | 3:22,678        | + 2,979   | 4          |
| 5    | LMP1      | 7   | Audi Sport Team Joest     | 3:21,839        | 3:20,561        | 3:20,967        | + 3,674   | 5          |
| 6    | LMP1      | 9   | Audi Sport Team Joest     | 3:21,081        | 3:22,494        | 3:20,997        | + 4,110   | 6          |
| 7    | LMP1      | 2   | Toyota Racing             | 3:23,543        | 3:26,380        | 3:23,738        | + 6,656   | 7          |
| 8    | LMP1      | 1   | Toyota Racing             | 3:23,767        | 3:25,233        | 3:24,562        | + 6,880   | 8          |
| 9    | LMP1      | 12  | Rebellion Racing          | 3:26,874        | 3:28,745        | 3:28,053        | + 9,987   | 9          |
| 10   | LMP1      | 13  | Rebellion Racing          | 3:31,933        | 3:38,044        | 3:28,930        | + 12,043  | 10         |
| 11   | LMP1      | 4   | Team ByKolles             | 3:40,368        | 3:36,825        | 3:37,167        | + 19,938  | 29         |
| 12   | LMP1      | 22  | Nissan Motorsports        | 3:41,400        | 3:42,230        | 3:36,995        | + 20,108  | 30         |
| 13   | LMP1      | 23  | Nissan Motorsports        | 3:38,468        | 3:38,954        | 3:37,291        | + 20,404  | 31         |
| 14   | LMP2      | 47  | KCMG                      | 3:38,032        | 3:40,624        | 3:39,147        | + 21,145  | 11         |
| 15   | LMP1      | 21  | Nissan Motorsports        | 3:51,289        | 3:39,992        | 3:38,691        | + 21,804  | 32         |
| 16   | LMP2      | 26  | G-Drive Racing            | 3:39,867        | 3:47,713        | 3:38,939        | + 22,052  | 12         |
| 17   | LMP2      | 41  | Greaves Motorsport        | 3:38,958        | 3:44,123        | 3:41,722        | + 22,071  | 13         |
| 18   | LMP2      | 38  | Jota Sport                | 3:39,004        | 3:45,770        | 3:40,920        | + 22,117  | 14         |
| 19   | LMP2      | 36  | Signatech-Alpine          | 3:40,438        | 3:41,477        | 3:39,699        | + 22,812  | 15         |
| 20   | LMP2      | 46  | Thiriet by TDS Racing     | 3:39,923        | 3:40,441        | 3:39,805        | + 23,036  | 16         |
| 21   | LMP2      | 34  | OAK Racing                | 3:40,058        | 3:43,853        | 3:40,078        | + 23,171  | 17         |
| 22   | LMP2      | 48  | Murphy Prototypes         | 3:44,513        | 3:41,827        | 3:40,690        | + 23,803  | 18         |
| 23   | LMP2      | 28  | G-Drive Racing            | 3:40,967        | 3:46,504        | 3:42,053        | + 24,080  | 19         |
| 24   | LMP2      | 43  | Team SARD-Morand          | 3:42,015        | keine Zeit      | 3:41,250        | + 24,363  | 20         |
| 25   | LMP2      | 29  | Pegasus Racing            | 3:42,023        | 3:43,824        | 3:43,850        | + 25,136  | 21         |
| 26   | LMP2      | 27  | SMP Racing                | 3:42,077        | 3:54,065        | 3:43,729        | + 25,190  | 22         |
| 27   | LMP2      | 42  | Strakka Racing            | 3:42,237        | 3:44,704        | 3:43,750        | + 25,350  | 23         |
| 28   | LMP2      | 37  | SMP Racing                | 3:42,417        | 3:52,383        | 3:43,549        | + 25,530  | 24         |
| 29   | LMP2      | 30  | Extreme Speed Motorsports | 3:44,675        | 3:42,862        | 3:42,453        | + 25,566  | 25         |
| 30   | LMP2      | 31  | Extreme Speed Motorsports | 3:46,165        | 3:44,631        | 3:46,585        | + 27,744  | 26         |
| 31   | LMP2      | 40  | Krohn Racing              | 3:44,899        | 3:44,854        | 3:45,491        | + 27,967  | 27         |
| 32   | LMP2      | 45  | Ibañez Racing             | 3:45,450        | keine Zeit      | 3:48,220        | + 28,463  | 33         |
| 33   | LMP2      | 35  | OAK Racing                | 3:52,843        | 3:59,244        | 3:53,995        | + 35,956  | 28         |
| 34   | LMGTE Pro | 99  | Aston Martin Racing       | 3:54,928        | 3:59,263        | 3:57,041        | + 38,041  | 34         |
| 35   | LMGTE Pro | 51  | AF Corse                  | 3:59,815        | 3:57,503        | 3:55,025        | + 38,138  | 35         |
| 36   | LMGTE Am  | 98  | Aston Martin Racing       | 3:55,102        | 4:00,110        | 3:59,081        | + 38,215  | 36         |
| 37   | LMGTE Pro | 97  | Aston Martin Racing       | 3:55,466        | 3:57,447        | 3:57,219        | + 38,579  | 37         |
| 38   | LMGTE Pro | 71  | AF Corse                  | 3:57,216        | 3:58,398        | 3:55,582        | + 38,695  | 54         |
| 39   | LMGTE Pro | 95  | Aston Martin Racing       | 3:55,783        | 3:58,983        | 3:55,848        | + 38,896  | 38         |
| 40   | LMGTE Pro | 63  | Corvette Racing-GM        | 3:55,963        | 3:59,754        | keine Zeit      | + 39,076  | WD         |
| 41   | LMGTE Pro | 91  | Porsche Team Manthey      | 3:57,192        | 3:57,843        | 3:56,618        | + 39,731  | 39         |
| 42   | LMGTE Am  | 83  | AF Corse                  | 3:56,723        | 4:03,641        | 3:57,844        | + 39,836  | 40         |
| 43   | LMGTE Am  | 72  | SMP Racing                | 3:57,271        | 3:58,837        | 3:56,877        | + 39,990  | 41         |
| 44   | LMGTE Pro | 92  | Porsche Team Manthey      | 3:57,667        | 3:58,721        | 3:56,922        | + 40,035  | 42         |
| 45   | LMGTE Pro | 64  | Corvette Racing-GM        | 3:57,081        | 4:00,025        | 3:58,689        | + 40,194  | 43         |
| 46   | LMGTE Am  | 53  | Riley Motorsport-TI Auto  | 3:59,054        | 4:01,501        | 3:57,836        | + 40,949  | 44         |
| 47   | LMGTE Am  | 77  | Dempsey-Proton Racing     | 3:58,822        | 4:08,157        | 3:57,842        | + 40,955  | 45         |
| 48   | LMGTE Am  | 88  | Abu Dhabi-Proton Racing   | 3:58,259        | 4:02,361        | 3:58,771        | + 41,372  | 46         |
| 49   | LMGTE Am  | 55  | AF Corse                  | 3:59,091        | 4:03,765        | 3:58,433        | + 41,546  | 47         |
| 50   | LMGTE Am  | 61  | AF Corse                  | 4:02,544        | 4:00,311        | 3:58,695        | + 41,808  | 48         |
| 51   | LMGTE Am  | 62  | Scuderia Corsa            | 3:58,946        | 4:05,332        | 4:03,162        | + 42,059  | 49         |
| 52   | LMGTE Am  | 50  | Larbre Compétition        | 3:59,522        | 4:02,871        | 3:59,566        | + 42,635  | 50         |
| 53   | LMGTE Am  | 66  | JMW Motorsport            | 4:00,551        | 4:03,881        | 3:59,612        | + 42,725  | 51         |
| 54   | LMGTE Am  | 96  | Aston Martin Racing       | 4:01,160        | 4:04,193        | 4:01,146        | + 44,259  | 52         |
| 55   | LMGTE Am  | 68  | Team AAI                  | 4:03,117        | 4:02,789        | 4:01,243        | + 44,356  | 55         |
| 56   | LMGTE Am  | 67  | Team AAI                  | 4:04,827        | 4:05,137        | 4:01,270        | + 44,383  | 53         |

## Ergebnisse

### Piloten nach Nationen
| 31 Franzosen   | 28 Briten      | 17 US-Amerikaner | 15 Deutsche    | 12 Italiener  |
| 8 Russen       | 8 Schweizer    | 7 Dänen          | 5 Österreicher | 5 Portugiesen |
| 4 Neuseeländer | 3 Brasilianer  | 2 Australier     | 2 Chinesen     | 2 Japaner     |
| 2 Kanadier     | 2 Niederländer | 2 Spanier        | 2 Taiwaner     | 1 Belgier     |
| 1 Emirati      | 1 Finne        | 1 Inder          | 1 Ire          | 1 Kolumbianer |
| 1 Mexikaner    | 1 Monegasse    | 1 Pole           | 1 Saudi        | 1 Schwede     |

### Schlussklassement
| Pos.            | Klasse    | Nr. | Team                      | Fahrer                                                | Chassis                     | Motor                       | Reifen | Runden |
| --------------- | --------- | --- | ------------------------- | ----------------------------------------------------- | --------------------------- | --------------------------- | ------ | ------ |
| 1               | LMP1      | 19  | Porsche Team              | Earl Bamber Nick Tandy Nico Hülkenberg                | Porsche 919 Hybrid          | Porsche 2.0L Turbo V4       | M      | 395    |
| 2               | LMP1      | 17  | Porsche Team              | Timo Bernhard Brendon Hartley Mark Webber             | Porsche 919 Hybrid          | Porsche 2.0L Turbo V4       | M      | 394    |
| 3               | LMP1      | 7   | Audi Sport Team Joest     | André Lotterer Marcel Fässler Benoît Tréluyer         | Audi R18 E-Tron Quattro RP5 | Audi 4.0L Turbo Diesel V6   | M      | 393    |
| 4               | LMP1      | 8   | Audi Sport Team Joest     | Loïc Duval Lucas di Grassi Oliver Jarvis              | Audi R18 E-Tron Quattro RP5 | Audi 4.0L Turbo Diesel V6   | M      | 392    |
| 5               | LMP1      | 18  | Porsche Team              | Marc Lieb Romain Dumas Neel Jani                      | Porsche 919 Hybrid          | Porsche 2.0L Turbo V4       | M      | 391    |
| 6               | LMP1      | 2   | Toyota Racing             | Alexander Wurz Stéphane Sarrazin Mike Conway          | Toyota TS040 Hybrid         | Toyota 3.7L V8              | M      | 387    |
| 7               | LMP1      | 9   | Audi Sport Team Joest     | Marco Bonanomi Filipe Albuquerque René Rast           | Audi R18 E-Tron Quattro RP5 | Audi 4.0L Turbo Diesel V6   | M      | 387    |
| 8               | LMP1      | 1   | Toyota Racing             | Anthony Davidson Sébastien Buemi Kazuki Nakajima      | Toyota TS040 Hybrid         | Toyota 3.7L V8              | M      | 386    |
| 9               | LMP2      | 47  | KCMG                      | Matthew Howson Richard Bradley Nicolas Lapierre       | Oreca 05                    | Nissan VK45DE 4.5L V8       | D      | 358    |
| 10              | LMP2      | 38  | Jota Sport                | Simon Dolan Oliver Turvey Mitch Evans                 | Gibson 015S                 | Nissan VK45DE 4.5L V8       | D      | 358    |
| 11              | LMP2      | 26  | G-Drive Racing            | Roman Rusinov Julien Canal Sam Bird                   | Ligier JS P2                | Nissan VK45DE 4.5L V8       | D      | 358    |
| 12              | LMP2      | 28  | G-Drive Racing            | Gustavo Yacamán Ricardo González Luís Felipe Derani   | Ligier JS P2                | Nissan VK45DE 4.5L V8       | D      | 354    |
| 13              | LMP2      | 48  | Murphy Prototypes         | Nathanaël Berthon Karun Chandhok Mark Patterson       | Oreca 03R                   | Nissan VK45DE 4.5L V8       | D      | 347    |
| 14              | LMP2      | 27  | SMP Racing                | Maurizio Mediani David Markozov Nicolas Minassian     | BR Engineering BR01         | Nissan VK45DE 4.5L V8       | M      | 340    |
| 15              | LMP2      | 31  | Extreme Speed Motorsports | Ed Brown Johannes van Overbeek Jon Fogarty            | Ligier JS P2                | Honda HR28TT 2.8L Turbo V6  | D      | 339    |
| 16              | LMP2      | 45  | Ibañez Racing             | José Ibañez Pierre Perret Ivan Bellarosa              | Oreca 03R                   | Nissan VK45DE 4.5L V8       | D      | 337    |
| 17              | LMGTE Pro | 64  | Corvette Racing-GM        | Oliver Gavin Tommy Milner Jordan Taylor               | Chevrolet Corvette C7.R     | Chevrolet 5.5L V8           | M      | 337    |
| 18              | LMP1      | 13  | Rebellion Racing          | Alexandre Imperatori Dominik Kraihamer Daniel Abt     | Rebellion R-One             | AER P60 2.4L Turbo V6       | M      | 336    |
| 19              | LMP2      | 29  | Pegasus Racing            | Léo Roussel Ho-Pin Tung David Cheng                   | Morgan LMP2                 | Nissan VK45DE 4.5L V8       | M      | 334    |
| 20              | LMGTE Am  | 72  | SMP Racing                | Victor Shaitar Aleksey Basov Andrea Bertolini         | Ferrari 458 Italia GT2      | Ferrari 4.5L V8             | M      | 332    |
| 21              | LMGTE Pro | 71  | AF Corse                  | Davide Rigon James Calado Olivier Beretta             | Ferrari 458 Italia GT2      | Ferrari 4.5L V8             | M      | 332    |
| 22              | LMGTE Am  | 77  | Dempsey-Proton Racing     | Patrick Dempsey Patrick Long Marco Seefried           | Porsche 911 RSR             | Porsche 4.0L Flat-6         | M      | 331    |
| 23              | LMP1      | 12  | Rebellion Racing          | Nicolas Prost Nick Heidfeld Mathias Beche             | Rebellion R-One             | AER P60 2.4L Turbo V6       | M      | 330    |
| 24              | LMGTE Am  | 62  | Scuderia Corsa            | Bill Sweedler Townsend Bell Jeff Segal                | Ferrari 458 Italia GT2      | Ferrari 4.5L V8             | M      | 330    |
| 25              | LMGTE Pro | 51  | AF Corse                  | Gianmaria Bruni Giancarlo Fisichella Toni Vilander    | Ferrari 458 Italia GT2      | Ferrari 4.5L V8             | M      | 330    |
| 26              | LMGTE Am  | 83  | AF Corse                  | François Perrodo Emmanuel Collard Rui Águas           | Ferrari 458 Italia GT2      | Ferrari 4.5L V8             | M      | 330    |
| 27              | LMGTE Pro | 95  | Aston Martin Racing       | Christoffer Nygaard Nicki Thiim Marco Sørensen        | Aston Martin Vantage GTE    | Aston Martin 4.5L V8        | M      | 330    |
| 28              | LMP2      | 30  | Extreme Speed Motorsports | Scott Sharp Ryan Dalziel David Heinemeier Hansson     | Ligier JS P2                | Honda HR28TT 2.8L Turbo V6  | D      | 329    |
| 29              | LMP2      | 35  | OAK Racing                | Jacques Nicolet Jean-Marc Merlin Érik Maris           | Ligier JS P2                | Nissan VK45DE 4.5L V8       | D      | 328    |
| 30              | LMGTE Pro | 91  | Porsche Team Manthey      | Richard Lietz Michael Christensen Jörg Bergmeister    | Porsche 911 RSR             | Porsche 4.0L Flat-6         | M      | 327    |
| 31              | LMGTE Am  | 61  | AF Corse                  | Peter Ashley Mann Raffaele Giammaria Matteo Cressoni  | Ferrari 458 Italia GT2      | Ferrari 4.5L V8             | M      | 326    |
| 32              | LMP2      | 40  | Krohn Racing              | Tracy Krohn Niclas Jönsson João Barbosa               | Ligier JS P2                | Judd HK 3.6L V8             | M      | 323    |
| 33              | LMP2      | 37  | SMP Racing                | Mikhail Aleshin Kirill Ladygin Anton Ladygin          | BR Engineering BR1          | Nissan VK45DE 4.5L V8       | M      | 322    |
| 34              | LMGTE Pro | 99  | Aston Martin Racing       | Fernando Rees Alex MacDowall Richie Stanaway          | Aston Martin Vantage GTE    | Aston Martin 4.5L V8        | M      | 320    |
| 35              | LMGTE Am  | 68  | Team AAI                  | Morris Chen Gilles Vannelet Mike Parisy               | Porsche 911 GT3 RSR         | Porsche 4.0L Flat-6         | M      | 320    |
| 36              | LMGTE Am  | 66  | JMW Motorsport            | Kuba Giermaziak Michael Avenatti Abdulaziz Al Faisal  | Ferrari 458 Italia GT2      | Ferrari 4.5L V8             | D      | 320    |
| 37              | LMGTE Am  | 67  | Team AAI                  | Jun-San Chen Xavier Maassen Alex Kapadia              | Porsche 911 GT3 RSR         | Porsche 4.0L Flat-6         | M      | 316    |
| Nicht klassiert |           |     |                           |                                                       |                             |                             |        |        |
| 38              | LMP1      | 22  | Nissan Motorsports        | Harry Tincknell Alex Buncombe Michael Krumm           | Nissan GT-R LM Nismo        | Nissan VRX30A 3.0L Turbo V6 | M      | 242    |
| Disqualifiziert |           |     |                           |                                                       |                             |                             |        |        |
| 39              | LMP1      | 4   | Team ByKolles             | Simon Trummer Pierre Kaffer Tiago Monteiro            | CLM P1/01                   | AER P60 2.4L Turbo V6       | M      | 260    |
| Ausgefallen     |           |     |                           |                                                       |                             |                             |        |        |
| 40              | LMP2      | 34  | OAK Racing                | Chris Cumming Kévin Estre Laurens Vanthoor            | Ligier JS P2                | Honda HR28TT 2.8L Turbo V6  | D      | 329    |
| 41              | LMGTE Am  | 98  | Aston Martin Racing       | Paul Dalla Lana Pedro Lamy Mathias Lauda              | Aston Martin Vantage GTE    | Aston Martin 4.5L V8        | M      | 321    |
| 42              | LMGTE Am  | 53  | Riley Motorsports-TI Auto | Jeroen Bleekemolen Ben Keating Marc Miller            | Dodge Viper SRT GTS-R       | Dodge 8.0L V10              | M      | 304    |
| 43              | LMP2      | 42  | Strakka Racing            | Nick Leventis Jonny Kane Danny Watts                  | Strakka-Dome S103           | Nissan VK45DE 4.5L V8       | D      | 264    |
| 44              | LMGTE Am  | 55  | AF Corse                  | Duncan Cameron Alex Mortimer Matt Griffin             | Ferrari 458 Italia GT2      | Ferrari 4.5L V8             | M      | 241    |
| 45              | LMP1      | 23  | Nissan Motorsports        | Max Chilton Jann Mardenborough Olivier Pla            | Nissan GT-R LM Nismo        | Nissan VRX30A 3.0L Turbo V6 | M      | 234    |
| 46              | LMP2      | 46  | Thiriet by TDS Racing     | Pierre Thiriet Ludovic Badey Tristan Gommendy         | Oreca 05                    | Nissan VK45DE 4.5L V8       | D      | 204    |
| 47              | LMGTE Am  | 96  | Aston Martin Racing       | Roald Goethe Stuart Hall Francesco Castellacci        | Aston Martin Vantage GTE    | Aston Martin 4.5L V8        | M      | 187    |
| 48              | LMP2      | 43  | Team SARD-Morand          | Pierre Ragues Oliver Webb Zoël Amberg                 | Morgan LMP2 Evo             | SARD 3.6L V8                | D      | 162    |
| 49              | LMP1      | 21  | Nissan Motorsports        | Tsugio Matsuda Lucas Ordoñez Mark Schulschizki        | Nissan GT-R LM Nismo        | Nissan VRX30A 3.0L Turbo V6 | M      | 115    |
| 50              | LMP2      | 36  | Signatech Alpine          | Nelson Panciatici Paul-Loup Chatin Vincent Capillaire | Alpine A450b                | Nissan VK45DE 4.5L V8       | D      | 110    |
| 51              | LMGTE Pro | 97  | Aston Martin Racing       | Darren Turner Stefan Mücke Rob Bell                   | Aston Martin Vantage GTE    | Aston Martin 4.5L V8        | M      | 110    |
| 52              | LMGTE Am  | 50  | Larbre Compétition        | Gianluca Roda Paolo Ruberti Kristian Poulsen          | Chevrolet Corvette C7.R     | Chevrolet 5.5L V8           | M      | 94     |
| 53              | LMP2      | 41  | Greaves Motorsport        | Gary Hirsch Jon Lancaster Gaëtan Paletou              | Gibson 015S                 | Nissan VK45DE 4.5L V8       | D      | 71     |
| 54              | LMGTE Am  | 88  | Abu Dhabi-Proton Racing   | Christian Ried Klaus Bachler Khaled Al Qubaisi        | Porsche 911 RSR             | Porsche 4.0L Flat-6         | M      | 44     |
| 55              | LMGTE Pro | 92  | Porsche Team Manthey      | Patrick Pilet Frédéric Makowiecki Wolf Henzler        | Porsche 911 RSR             | Porsche 4.0L Flat-6         | M      | 14     |
| Nicht gestartet |           |     |                           |                                                       |                             |                             |        |        |
| 56              | LMGTE Pro | 63  | Corvette Racing-GM        | Jan Magnussen Antonio García Ryan Briscoe             | Chevrolet Corvette C7.R     | Chevrolet 5.5L V8           | M      | 1      |

1 Unfall von Magnussen im Training

### Nur in der Meldeliste
Weitere gemeldete Teams, Fahrzeuge und Fahrer finden sich in der Start- und Reserveliste.

### Klassensieger
| Klasse    | Fahrer         | Fahrer          | Fahrer           | Fahrzeug                | Platzierung im Gesamtklassement |
| --------- | -------------- | --------------- | ---------------- | ----------------------- | ------------------------------- |
| LMP1      | Earl Bamber    | Nick Tandy      | Nico Hülkenberg  | Porsche 919 Hybrid      | Gesamtsieg                      |
| LMP2      | Matthew Howson | Richard Bradley | Nicolas Lapierre | Oreca 05                | Rang 9                          |
| LMGTE Pro | Oliver Gavin   | Tommy Milner    | Jordan Taylor    | Chevrolet Corvette C7.R | Rang 17                         |
| LMGTE Am  | Viktor Shaitar | Aleksey Basov   | Andrea Bertolini | Ferrari 458 Italia GT2  | Rang 20                         |

### Renndaten
- Gemeldet: 64
- Gestartet: 55
- Gewertet: 37
- Rennklassen: 4
- Zuschauer: 263.500
- Ehrenstarter des Rennens: William Clay Ford Junior, Vorstandsvorsitzender der Ford Motor Company[23]
- Wetter am Rennwochenende: warm und wolkig, leichte Regenschauer
- Streckenlänge: 13,629 km
- Fahrzeit des Siegerteams: 24:00:42.785 Stunden
- Runden des Siegerteams: 395
- Distanz des Siegerteams: 5382,820 km
- Siegerschnitt: 224,200 km/h[24]
- Pole Position: Neel Jani – Porsche 919 Hybrid (#18) – 3:16,887 = 249.200 km/h
- Schnellste Rennrunde: André Lotterer – Audi R18 e-tron quattro (#7) – 3:17,475 = 248.500 km/h
- Rennserie: 3. Lauf zur FIA-Langstrecken-Weltmeisterschaft 2015